# Aperathos
Aperathos, auch Apiranthos oder Apirathos (griechisch Απέραθος auch Απείρανθος oder Απίραθος (m. sg.)), ist ein Bergdorf auf der griechischen Kykladen-Insel Naxos.

## Ortschaft

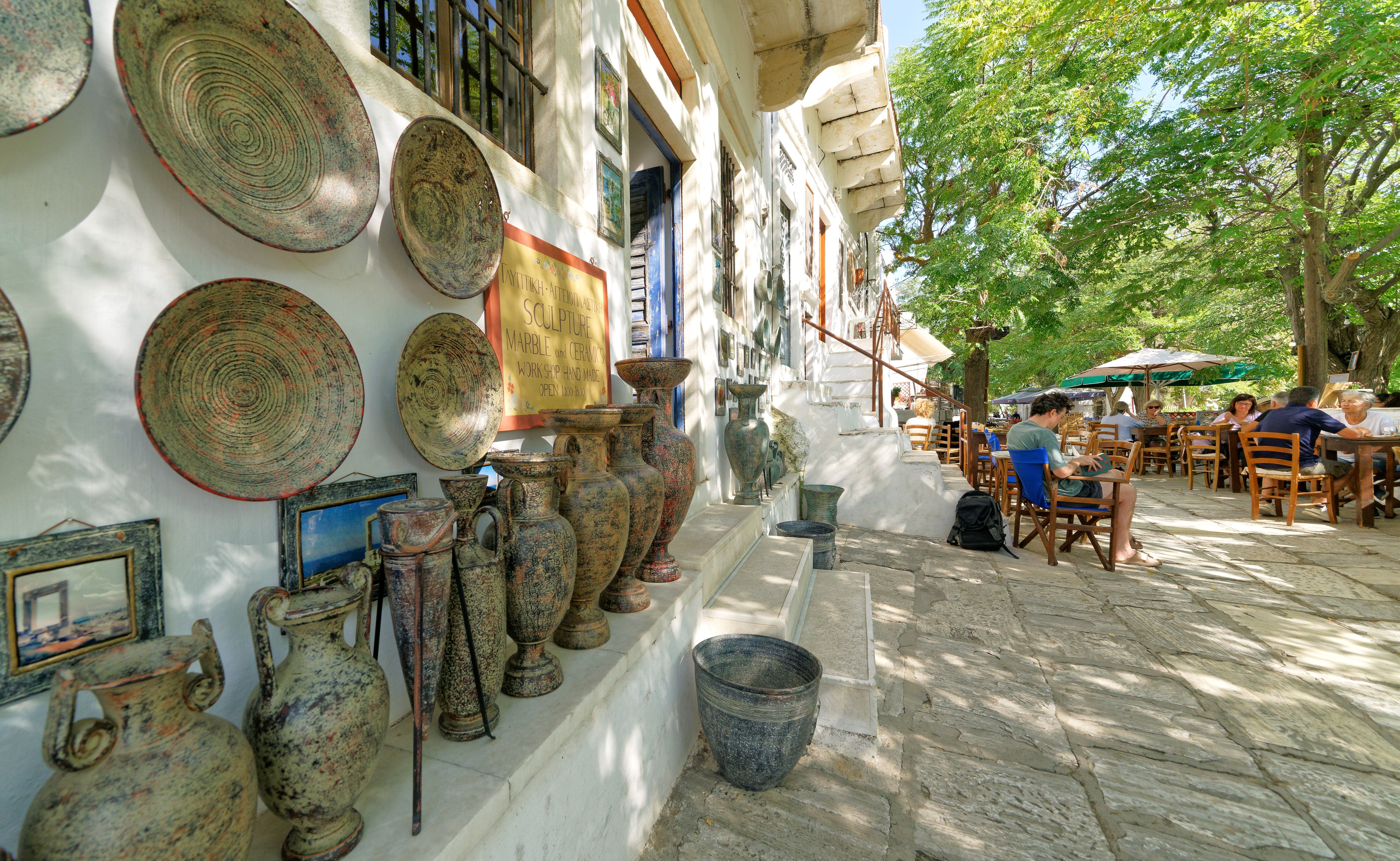
Töpferwerkstadt in der Ortsmitte

Aperathos liegt im Osten der Insel etwa 32 km von der Stadt Naxos entfernt auf einem Hügel inmitten von Weinbergen in einer Höhe von 650 m auf dem Berg Fanari. Aperathos ist Sitz der gleichnamigen Ortschaft (Dimotiki Kinotita Aperathou; Δημοτική Κοινότητα Απεράθου), die die Orte Azalas, Kanaki, Klido, Lygaridia, Moutsouna und Panermos mit insgesamt 914 Einwohner (2011) umfasst.
Aufgrund von teilweise identischer sprachlicher und kultureller Gegebenheiten wird angenommen, dass die Kreter den Ort im 10. Jh. gegründet haben. Den ersten schriftlichen Nachweis über Aperathos gab der italienische Seefahrer Cristoforo Bondelmonti im Jahre 1420.
In Aperathos wurden die Straßen mit Naxos-Marmor ausgelegt und die Mauerwerke damit erstellt. Im Ort befinden sich zwei Turmhäuser. Der Ort auf Naxos hat besondere Bedeutung dadurch, dass dort hochwertiger Schmirgel abgebaut wird.
In Aperathos befindet sich die Kirche der Panagia Apeirathitissa, eine der ältesten Kirchen der Insel; in ihr befinden sich historische Ikonen.

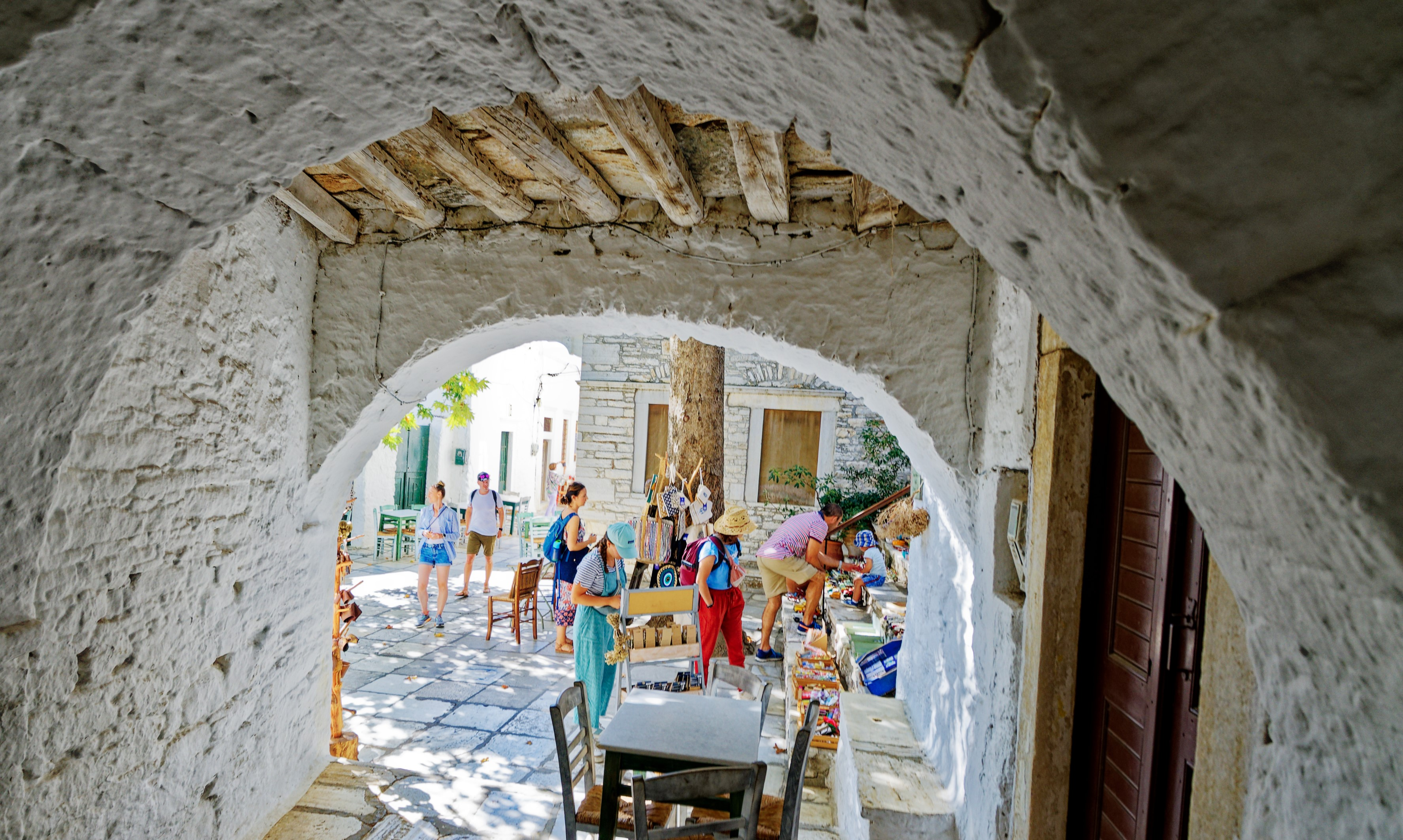
Touristen in den Gassen von Aperathos

## Museen
In Aperathos gibt es drei private Museen. Ein Geologie-Museum zeigt eine Sammlung von etwa 200 Ausstellungsstücken Erze, Steine, Minerale und Fossilien. Das Archäologische Museum stellt Funde aus der Stein- und Bronzezeit aus. Im Heimatkunde-Museum sind regionale Muscheln, Korallen, Meerestiere und Knochenskelette zu betrachten.

## Landreform
Im Jahre 1986 gab es einen basisdemokratischen Modellversuch in Aperathos als Manolis Glezos, ein bekannter Widerstandskämpfer gegen die deutsche Besatzung im Zweiten Weltkrieg, zum Vorsitzenden des Gemeinderats gewählt wurde. Es wurde eine „Beratende Versammlung“ eingerichtet, die die Kompetenz des Gemeinderates beschnitt und die Kontrolle über die Gemeindeverwaltung übernahm. Dieses politische Modell wurde mangels Interesse der Bevölkerung nach Jahren abgeschafft. In dem Ort selbst entwickelte Glezos ein Konzept zum Schutz vor Überschwemmungen, Bodenerosion und von Grundwasser. Ein System von kleinen Dämmen leitet dabei Oberflächenwasser einem Sammelbecken zu.

## Persönlichkeiten
- Manolis Glezos (1922–2020), linksgerichteter Politiker, Autor, politischer Widerstandskämpfer gegen die deutsche Besatzung, der am 30. Mai 1941 die Hakenkreuzfahne auf der Akropolis abriss.
- Petros Protopapadakis (1860–1922), früherer Ministerpräsident von Griechenland